# Дагомейські амазонки

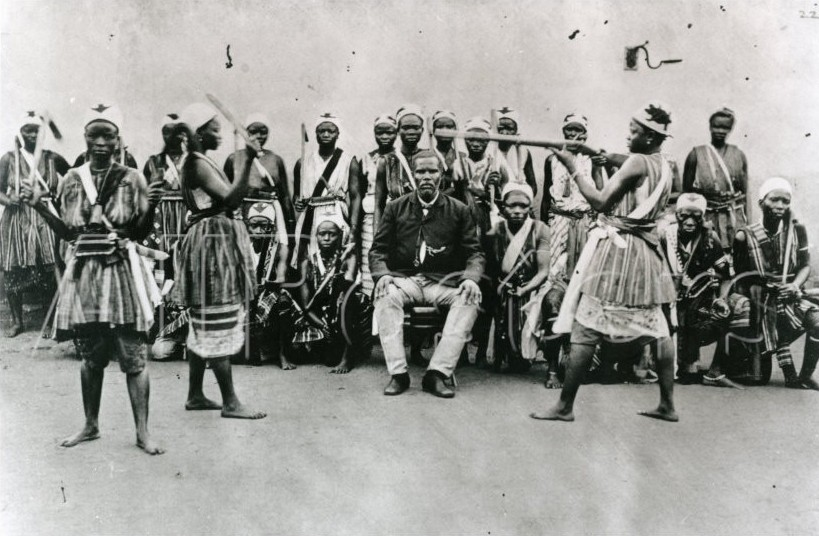
Міно близько 1890 року

Міно, Мінон («наші матері»), агоджі («дружини короля»), амазонки Дагомеї — жіноче військове формування народу фон Королівства Дагомея (зараз Бенін), що проіснувало з 17 століття до завоювання країни Францією 1904 року. До середини XIX століття налічували від 1000 до 6000 воячок, приблизно третину всієї армії Дагомеї. Відомі винятковою хоробрістю, також особисто охороняли короля та впливали на політику. Амазонками названі західними істориками через схожість із міфічними амазонками давнього узбережжя Чорного моря.

## Створення
Угруповання було створене королівською династією Дагомеї 17-го століття.
За однією з версій, перша група військовичок була створена як гбето (корпус мисливиць на слонів) третім королем Дагомеї Ахо Хуеґбаджа (правив з 1645 по 1685).
За іншою версією, королева Ганґбе (правила з 1708 по 1711) мала особисту охоронницю, присутність якої зафіксували європейські купці, і започаткувала створення підрозділів. За традицією, її брат і наступник король Агаджа успішно використовував амазонок під час війни Дагомеї із сусіднім королівством Саві в 1727 р.  Група воїнок називалася чоловічою армією Дагомеї Міно, "Наші матері" на мові фон.
З часів короля Гезо (правив з 1818 по 1858) Дагомея дедалі більше мілітаризувалася. Гезо приділяв велике значення армії, збільшуючи її бюджет і формалізуючи її структуру від церемоніальної до серйозної військової. Хоча європейські розповіді називають воячок "амазонками", вони називали себе ahosi (дружини короля) або Mino (наші матері).

## Вербування та структура

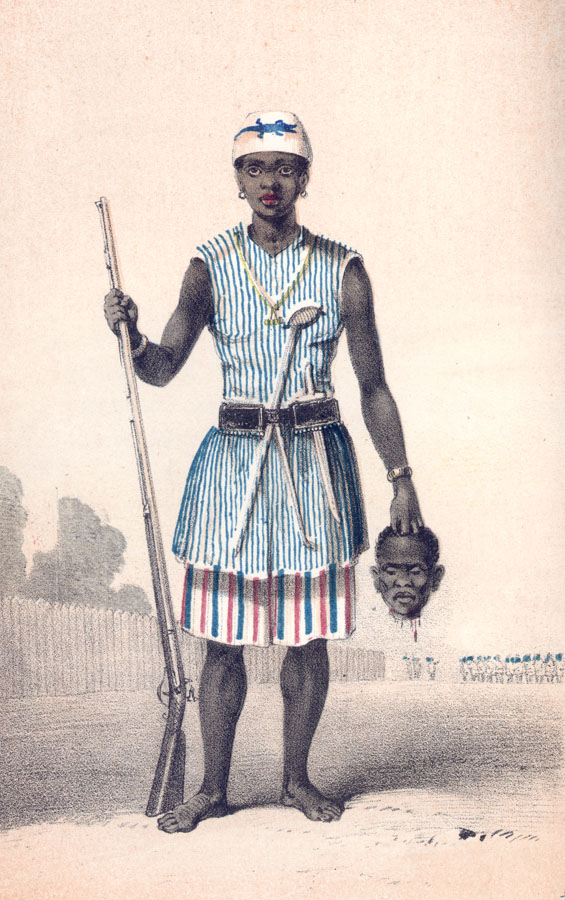
Сех-Донг-Хонг-Бе, лідерка амазонок, 1851

Гезо набирав як чоловіків, так і воячок з іноземних полонених, хоча воячок набирали також із вільних дагомейських жінок, деяких зараховували до 8 років. За іншими відомостями, Міно набиралися з гарему ахосі ("дружин короля"), яких часто було коло сотні. Деякі жінки добровільно ставали воячками, інших зараховували за військовою повинністю, якщо чоловіки або батьки жінки скаржились королю на їх поведінку.
Членство в Міно мало відточувати будь-які агресивні риси характеру з метою плекання військових навичок. Під час служби Міно не мали права мати дітей та вести подружнє життя (хоча вони були законно одружені з королем). Багато Міно були незайманими. 
Міно інтенсивно тренувалися, розвиваючи навички виживання та байдужості до болю і смерті. Серед тренувань був штурм загорожі з терну на військових навчаннях та страти полонених. Важливою була дисципліна.
Полк мав напівсвященний статус, який переплітався з вудійськими віруванням народу фон. Служба в Міно давала жінкам можливість «піднятися на командні позиції та мати вплив» у середовищі, розробленому для розширення можливостей особистості. Міно були заможними і мали високий статус.
Воячки були ретельно підготовлені та мали однострої. Жіноча армія складалася з ряду полків: мисливиць, стрільчинь, женчинь. Кожен полк мав різний однострій, зброю та командирку.
Амазонки були структуровані паралельно армії в цілому, з центральним крилом (царські охоронниці), що стояли по обидва боки, кожен під окремими командирами. Деякі відомості зазначають, що у кожного солдата-вояка була жінка-воячка. У звіті англійського спостерігача середини XIX століття йшлося про три смуги побіли на нозі для особливо відзначених воїтельок що жінки.
В останній період воячки-дагомейки були озброєні гвинтівками Вінчестера, палицями та ножами. Ці підрозділи знаходились під командою жінок. Опублікований у 1851 р. переклад військового співу жінок стверджує, що воячки співали: "Коваль бере залізний злиток і вогнем змінює свою моду, тому ми змінили свою натуру. Ми вже не жінки, ми чоловіки".

## Політична участь

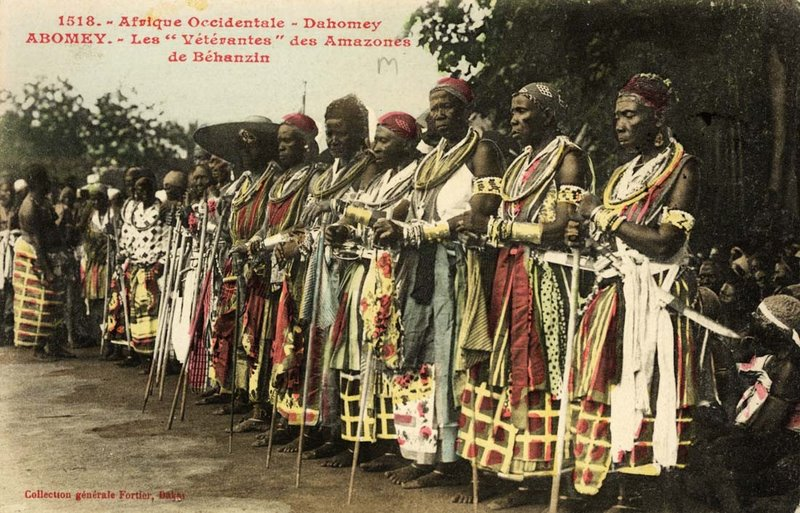
Ветеранки на щорічних зборах в Абамай в 1908 році

Міно взяли помітну роль у Великій раді, обговорюючи політику королівства. З 1840-х по 1870-ті роки (коли опозиційна сторона розпалася), вони, як правило, підтримували мир з Абеокутою та міцніші комерційні стосунки з Англією, надаючи більшу перевагу торгівлі пальмовою олією, ніж торгівлі рабами, що суперечило позиції військових-чоловіків.

Окрім Ради, щорічні звичаї Дагомеї включали парад військ, а також збори, які приносили присягу королю. Урочистості 27-го дня Щорічної митниці складалися з фіктивного бою, в якому амазонки нападали на "форт" і "захоплювали" рабів усередині, були записані священником Франческо Боргеро у своїх щоденниках.

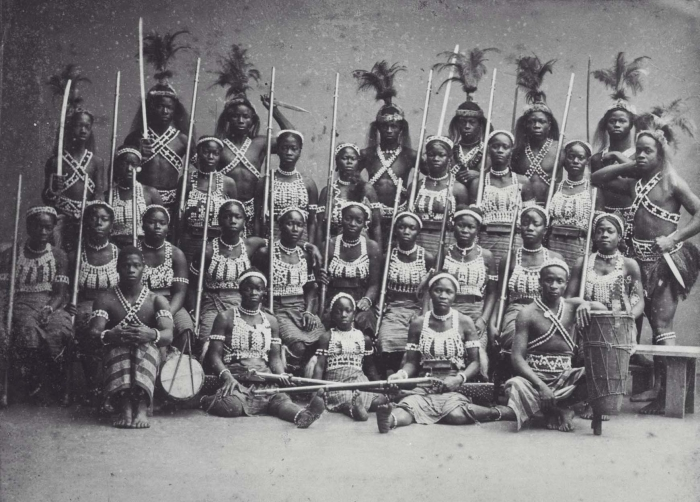
Груповий портрет амазонок з Дагомеї під час їхнього перебування в Парижі, 1891

## Участь у бойових діях
Королівство Дагомея часто воювало з сусідами, оскільки для торгівлі рабами потрібні були полонені. Воячки Дагомеї воювали під час набігів за рабами, як згадується в науково-популярній праці Зора Ніл Херстон «Арракун», і в невдалих війнах проти Абеокути.

### Перша франко-дагомейська війна (1890)
Посягання Європи на Західну Африку набирало темпів у другій половині ХІХ століття, і в 1890 році король Беханзін розпочав боротьбу з французькими військами в ході Першої франко-дагомейської війни. Європейські оглядачі відзначали, що жінки "чудово справлялися" в рукопашному бою, але стріляли з кременю з стегна, а не з плеча. Амазонки брали участь у великій битві: Котону, де тисячі дагомейців та дагомейок (у тому числі багато амазонок) атакували французькі рубежі та втягували захисників у рукопашний бій.

### Друга франко-дагоменська війна (1892-1894)
До кінця Другої франко-дагоменської війни спеціальні підрозділи амазонок були призначені для полювання на французьких офіцерів. Після кількох битв французи перемогли у Другій франко-дагомейській війні і поклали край незалежному королівству Дагомея. Французькі солдати, особливо французького іноземного легіону, були вражені сміливістю амазонок і пізніше писали про їх "неймовірну відвагу і зухвалість" у бою. Однак проти військової частини, що мала кращу зброю та довший багнет, амазонки Дагомеї не змогли вистояти. Під час битви з французькими солдатами в Адегоні 6 жовтня основна частина корпусу амазонок була знищена за лічені години в рукопашному бою після того, як французи пішли на них в багнетову атаку.

## Розформування
Жіночі формування розпущені разом з решто війська, коли королівство стало французьким протекторатом. Усна традиція стверджує, що деякі вцілілі амазонки таємно залишились в Абомеї, де тихо вбили кількох французьких офіцерів. За іншими історіями, воїнки пообіцяли свої послуги на захист Аголіагбо, брата Беганзіна, переодягнувшись в його дружин, щоб охороняти його.
Деякі військовички одружувалися і народжували, інші ні. За словами історика, який простежив життя майже 20 ветеранок, вони мали труднощі з адаптацією до життя як відставні воячки, намагаючись знайти нові ролі в своїх громадах, що давали б їм почуття гордості, порівнянне з колишнім життям. Багато ветеранок виявляли схильність до сутичок чи суперечок, що лякало їхніх сусідів та родичів.
У період з 1934 по 1942 рік кілька британських мандрівників в Абомеї зафіксували зустрічі з колишніми амазонками, нині літніми жінками, які пряли бавовну або відпочивали біля дворів. Невідома кількість жінок, як кажуть, тренувалася з амазонками Дагомеї після їх розформування, продовжуючи традицію без участі в фактичних боях. Біля 2019 року Лупіта Ніонго взяла інтерв'ю у однієї з них.

### Гаві, остання дагомейська амазонка
Вважається, що останньою амазонкою Дагомеї була жінка на ім'я Наві. В інтерв'ю 1978 року в селі Кінта Наві розповіла історику Беніну, що воювала з французами 1892 року. Наві померла в листопаді 1979 року у віці понад 100 років.
У 2018 році оголошено про художній фільм Королева-воїн з Віолою Девіс і Люпітою Ніонго про командувачку амазонок Наніску та її дочку Наві.

## У культурі
- Фільм Королева-воїн з Віолою Девіс і Люпітою Ніонго про командувачку амазонок Наніску та її дочку, останню амазонку Наві.[17]
- «Остання Амазонка Дагомеї» — це вистава в рамках роману-приза Букера 2019 року "Дівчина, жінка, інша " Бернадіни Еварісто.
- Дагомейські амазонки були представлені у фільмі «Кобра Верде» 1987 року німецького режисера Вернера Герцога.
- Амазонки Гезо відіграють важливу роль у романі «Спалах свободи!» Джорджа Макдональда Фрейзера.
- Воячки є головним акцентом у сценічній п'єсі Лейона Грея «Чорна Спарта».[18]
- Дора Міладже, воїни та охоронці персонажа коміксів Marvel Чорна пантера, частково засновані на амазонках Дагомеї.[19]
- В грі Епоха Імперій II: Африканські королівства існує жіноча одиниця на ім'я гбето, яка знаходиться під впливом і названа на честь амазонок Дагомеї.
- В епізоді " Я є [Архівовано 6 лютого 2022 у Wayback Machine.] " за країною Лавкрафта Іпполіта переноситься у світ, де вона стає воїном Дагомеї.

## Подальше читання
- Місія до Гелеле, короля Дагоме . Річард Бертон, Лондон, 1864 рік
- Акти війни: поведінка людей у бою. Холмс Р. Нью-Йорк, Вільна преса, 1985
- Дагомей і Дагомани, будучи журналами двох місій до короля Дагомея та резиденції в його столиці в 1849 і 1850 роках. Фредерік Е. Форбс. Kessinger Publishing. 2010 рікISBN 978-1163235027
- Der Atlantische Sklavenhandel von Dahomey, W. Peukert, 1740–1797, Вісбаден, 1978
- Про вбивство: психологічна вартість навчання вбивати на війні та в суспільстві. Гроссман Д. Нью-Йорк, Back Bay Books / Little, Brown and Company, 1995ISBN 0-316-33011-6 pp. 175
- Les Amazones: Une Armée de Femmes dans l'Afrique Précoloniale, Hélène Almeida-Topor, Paris, Editions Rochevignes, 1984
- Жінки-воїни: Амазонки Дагомея і природа війни. Роберт Б. Еджертон. Боулдер: Westview Press, 2000
- Дружини леопарда: стать, культура та політика в Королівстві Дагомей. Една Г. Бухта. Шарлоттсвілль, 1998 рік
- Жінки-полководці: Ілюстрована військова історія жінок-воїнів. Тім Ньюарк та Ангус Макбрайд, Blandford Press, 1989ISBN 0-7137-1965-6

## Зовнішні посилання
- Стаття про амазонок Дагомея з офіційної сторінки Історичного музею Абомей [Архівовано 17 жовтня 2013 у Wayback Machine.]